# 陈卫 (食品生物技术专家)
陈卫（1966年5月—），江苏江都人，中国食品生物技术专家，江南大学食品科学专业博士研究生毕业。江南大学校长、党委副书记，食品学院食品生物技术研究中心教授、博士生导师，长江学者特聘教授，中国工程院院士。

## 生平
1988年和1995年先后在无锡轻工大学获食品科学学士和硕士学位，毕业后留校任教。1998年至2003年在江南大学在职攻读博士学位。
1998-2003年在江南大学在职攻读博士学位；
2003、2006年分别晋升为副教授和教授；
2007年和2014年分别在美国Wake Forest University医学院和美国University of California，Davis大学做访问研究；
2011年获国家杰出青年科学基金；
2012年入选国家特殊人才支持计划（“万人计划”）首批科技创新领军人才；同时还先后荣获新世纪“百千万人才”工程国家级人选、国务院特殊津贴、全国“五一”劳动奖章、全国优秀科技工作者、全国先进工作者等；
2012年入选科技部重点科技领域创新团队（负责人）。
2016年11月获谈家桢生命科学产业化奖
2017年4月，江南大学党委常委、副校长。
2020年5月，江南大学校长、党委副书记。